# Дмоховский, Тадеуш Владиславович
Тадеуш (Фаддей) Владиславович Дмоховский (1856, близ Пинска ― 1930, Вильно) ― польско-белорусский живописец и график первой половины XX века.

## Биография
Происходит из старого польского дворянского рода Бомболь-Дмоховских. Учился в Петербургской академии художеств (1873—1877), у Яна Матейко в Кракове.
В начале XX века жил в Петербурге по улице Офицерская 20. С 1907 года вместе с белорусским художником Аполлинарием Горавским преподавал орнаментику в Императорском обществе поощрения художеств, основанном в 1839 году в Петербурге. Там в ту пору учились Марк Шагал, белорусы брат и сестра Аркадий и Зинаида Астаповичи. С 1920 года — ассистент факультета искусств в Вильно, преподавал рисунок.
Похоронен на кладбище Росса в Вильнюсе.

## Творчество

Проект герба Шяуляя. Автор Тадеуш Дмоховский

Автор пейзажей и композиций на исторические темы. Среди работ ― серии рисунков гербов литовских и белорусских городов для «Гербовника Литовского», который публиковался в начале XX века в виленских журналах «Kwartalnik Litewski» («Квартальник Литовский»), и «Litwa I Rus» («Литва и Русь»). Графическая серия портретов посвящена польским деятелям ― это портреты королей Леха, Крака, Мешка II, Пяста, Костюшко, Тадеуша Костюшко, императора Наполеона, поэта Адама Мицкевича.
Под руководством своего учителя Яна Матейко принимал участие в работе над оформлением Мариацкого костёла в Кракове: вместе с Юзефом Мехоффером и Станиславом Выспяньским создавал витражи.

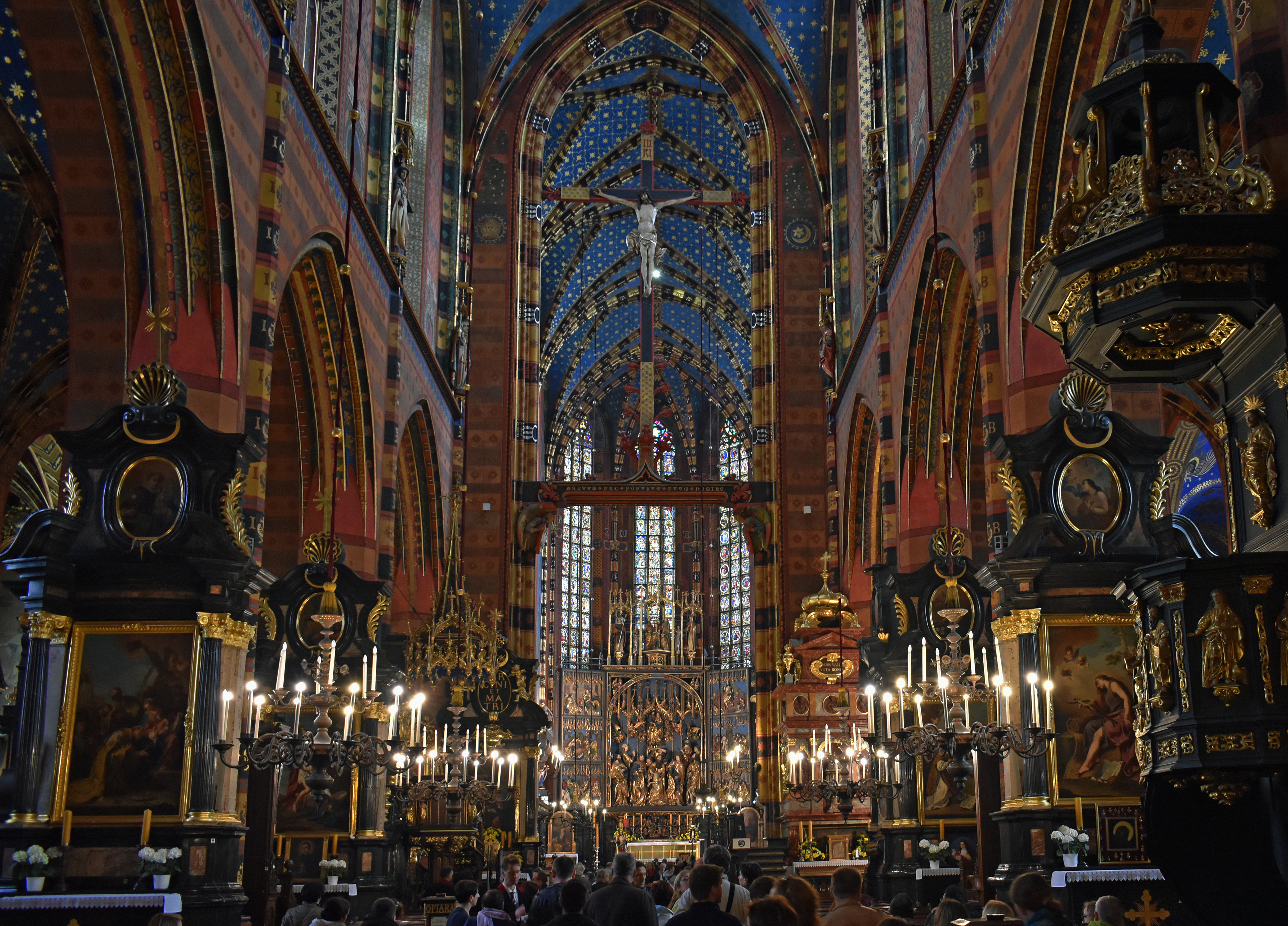
Витражи в Мариацком костёле

Когда появилась надежда на автономию белорусско-польской Литвы, Дмоховским был создан и опубликован в 1910 году предполагаемый герб Литвы. Художник явно исходил из герба Виленской губернии образца 1878 года, новыми элементами были ягеллонский крест и малая княжеская корона. Позиции коня и меча соответствовали изображению Погони поздней Речи Посполитой ― в защите, но изображённый всадник более прильнул к коню. Из представленных проектов этот был определён лучшим, он и стал основой будущих изображений Погони в остальные годы.
В 1912 году Тадеушем Дмоховским по блазону 1792 года был воссоздан герб литовского местечка Бабтай (Каунасский уезд), этот вариант официально использовался в межвоенной Литве до 1940 года. Тогда же он опубликовал герб города Калвария (ныне — Мариямпольский уезд) с переставленными им сторонами и королевской короной. Этот герб использовался литовскими властями в 1922—1940 годах, так же, как и гербы города Шедува (ныне — Шяуляйский уезд), городов Ретавас и Векшняй (ныне оба — Тельшяйский уезд), местечка Ужпаляй (ныне — Утенский уезд) и города Шяуляй.
В последнем Т. Дмоховский, опираясь на герб 1791 года, разместил на круглом щите три фигуры: медведя, Провидение и тельца. Вместо княжеской шапки, символизировавшей княжество Жемайтия, он нарисовал стилизованную трёхлистную королевскую корону.
В 2005 году в Вильнюсе выпущена монета, посвящённая 100-летию Великого Вильнюсского Сейма (1905) с изображением герба, нарисованного Тадеушем Дмоховским.